# 海華沙號列車
海華沙綫列車（英語：Hiawatha Service），或簡稱海華沙（Hiawatha），是一條86英里（138公里）的火車路線，由美鐵在密歇根湖西岸的伊利諾伊州芝加哥和威斯康星州密爾沃基之間運營。然而這個名字在歷史上曾被用於跨越中西部和太平洋的幾條不同的路線。截至2007年，芝加哥和密爾沃基之間每天有14列火車（7趟往返，週日有6趟）運行，在伊利諾伊州格倫維尤、威斯康星州斯圖爾提萬特和密爾沃基米切爾國際機場停靠。該線路部分得到威斯康星州和伊利諾伊州政府的資金支持。